# Mapocho
Il Mapocho è un fiume del Cile.
Il nome deriva probabilmente dalla storpiatura della parola in lingua mapudungun Mapuche, che letteralmente significa gente del luogo. Scorre per 110 km nella Regione Metropolitana di Santiago, dalla sua Sorgente presso il comune di Lo Barnechea, sulla Cordigliera delle Ande, fino alla sua foce, dove confluisce nel fiume Maipo. È di regime neve-pluviale.
Sulle sue rive fu fondata la città di Santiago, che poi sarebbe diventata la capitale del Cile, dove oggi il fiume scorre canalizzato nella parte nord settentrionale della città. Durante il suo percorso, da est verso ovest, incrocia i comuni di Lo Barnechea, Vitacura, Las Condes, Providencia, Recoleta, Independencia, Santiago, Renca, Quinta Normal, Cerro Navia, Pudahuel, Maipú, Padre Hurtado, Peñaflor, Talagante ed El Monte.